# Modelagem geométrica
Modelagem geométrica é um ramo da matemática aplicada e da geometria computacional que estuda métodos e algoritmos para a descrição matemática de formas. As formas estudadas na modelagem geométrica são na maior parte bi ou tridimensionais, embora muitas de suas ferramentas e princípios possam ser aplicadas a conjuntos de qualquer dimensão finita. Atualmente, a modelagem mais geométrica é feita com computadores e aplicativos baseados em computador. Modelos bidimensionais são importantes na tipografia computacional e no desenho técnico. Os modelos tridimensionais são centrais para o projeto e a manufatura assistidos por computador (CAD/CAM) e amplamente utilizados em muitos campos técnicos aplicados, como engenharia civil e mecânica, arquitetura, geologia e processamento de imagens médicas.